# Metalectra furva
Metalectra furva là một loài bướm đêm trong họ Erebidae.